# آرمنوهی هوهانیسیان
آرمنوهی روبرتی هوهانیسیان (ارمنی: Արմենուհի Ռոբերտի Հովհաննիսյան؛ انگلیسی: Armenuhi Hovhannisyan؛ زادهٔ ۳ ژوئیهٔ ۱۹۶۵) یک سیاستمدار، و کارشناس علوم پرورشی اهل ارمنستان است که از تاریخ ۲۰۰۳ تا تاریخ ۲۰۰۷ سمت نمایندگی دوره سوم مجلس ملی جمهوری ارمنستان را برعهده داشت.

## زندگی‌نامه
در ۳ ژوئیه ۱۹۶۵ در ایروان به دنیا آمد و از دانشگاه دولتی زبان‌ها و علوم اجتماعی بروسوف ایروان فارغ‌التحصیل شد. 